# Cricetomys emini
Cricetomys emini је врста глодара (Rodentia) из породице Nesomyidae.

## Распрострањење
Ареал врсте Cricetomys emini обухвата већи број држава. 
Врста има станиште у Камеруну, ДР Конгу, Републици Конго, Анголи, Танзанији, Екваторијалној Гвинеји, Гвинеји, Сијера Леонеу, Уганди, Нигерији, Бенину, Бурундију, Централноафричкој Републици, Обали Слоноваче, Габону, Гани, Либерији, Руанди и Тогу.

## Станиште
Станишта врсте су шуме. Врста је по висини распрострањена од нивоа мора до 3.500 метара надморске висине.

## Угроженост
Ова врста је наведена као последња брига, јер има широко распрострањење и честа је врста.